# Jacques Herlin
Pour les articles homonymes, voir Jouette et Herlin.
Jacques de Jouëtte, dit Jacques Herlin, est un acteur français né le 17 août 1927 au Vésinet et mort le 7 juin 2014 dans le 13e arrondissement de Paris.

## Biographie
Il naît au Vésinet le 17 août 1927, mais il passe la plus grande partie de son enfance et de sa jeunesse à Toulon où vit sa famille.
Il entame une carrière d'acteur au théâtre, au début des années 1950, avant de faire des apparitions au cinéma. Comme beaucoup d'acteurs débutants de l'époque, Jacques Herlin intègre la compagnie du Théâtre du petit Jacques, dirigée par Antonin Baryel, et joue dans Les Aventures de Bidibi et Banban, aux côtés de Michèle Bardollet, Jean-Paul Rouland et Roger Dumas.
En 1962, il s'installe en Italie et poursuit une carrière prolifique comme second rôle dans le cinéma italien. Il apparaît dans des films italiens de toutes sortes, alternant films d'auteur et séries B. Au début des années 1980, les problèmes de l'industrie cinématographique italienne l'incitent à revenir dans son pays natal, où il poursuit une longue carrière de second rôle.
On l'a notamment remarqué dans des rôles comme celui du sénateur Dell'Acqua dans Treize femmes pour Casanova de Franz Antel (sous le pseudonyme de François Legrand) ou de l'évêque d'Orléans dans Jeanne d’Arc de Luc Besson. Dans la dernière partie de sa carrière, il interprète notamment Amédée, le doyen des moines dans Des hommes et des dieux, de Xavier Beauvois, où il joue aux côtés de Lambert Wilson et de Michael Lonsdale.
Il a un frère, Yves, mort en 2009.
Il meurt le 7 juin 2014 dans un hôpital du 13e arrondissement de Paris, à l'âge de 86 ans. Il est incinéré.

## Filmographie

### Cinéma
- 1958 : Et ta sœur de Maurice Delbez

#### Années 1960
- 1960 : Boulevard de Julien Duvivier
- 1960 : Le Caïd de Bernard Borderie
- 1960 : La Fille aux yeux d’or de Jean-Gabriel Albicocco
- 1960 : X.Y.Z. de Philippe Lifchitz (court métrage)
- 1961 : Carillons sans joie de Charles Brabant
- 1962 : Arsène Lupin contre Arsène Lupin d’Édouard Molinaro
- 1962 : Le Jour et l'Heure de René Clément
- 1963 : L'Attaque de Fort Adams (Buffalo Bill, l'eroe del Far West) de Mario Costa
- 1963 : Le Corps et le Fouet (La frusta e il corpo) de Mario Bava
- 1963 : Les Monstres (I mostri) de Dino Risi
- 1963 : Le Retour des titans (Maciste, l'eroe più grande del mondo) de Michele Lupo
- 1963 : Le Sexe des anges (Le voci bianche) de Pasquale Festa Campanile et Massimo Franciosa
- 1963 : Le Temple de l'éléphant blanc (Sandok, il Maciste della giungla) d'Umberto Lenzi
- 1964 : Juliette des esprits (Giulietta degli spiriti) de Federico Fellini
- 1965 : L'Amant paresseux (Il morbidone) de Massimo Franciosa
- 1965 : La Dixième Victime (La decima vittima) d'Elio Petri
- 1965 : Don Camillo en Russie (Il compagno don Camillo) de Luigi Comencini
- 1965 : La Mandragore (La mandragola) d'Alberto Lattuada
- 1965 : New York appelle Superdragon (New York chiama Superdrago) de Calvin Jackson Padget et Giorgio Ferroni
- 1965 : Yankee de Tinto Brass
- 1966 : Une vierge pour le prince (Una vergine per il principe) de Pasquale Festa Campanile
- 1966 : Le Gros Coup des sept hommes en or (Il grande colpo dei sette uomini d'oro) de Marco Vicario
- 1966 : Coup de maître au service de sa majesté britannique (Colpo maestro al servizio di Sua Maestà britannica) de Michele Lupo
- 1967 : Dernier Sursaut pour cinq indésirables (Ballata da un miliardo) de Gianni Puccini
- 1966 : La Tour de Nesle (Der Turm der verbotenen Liebe) de Franz Antel
- 1966 : Mieux vaut faire l'amour (Susanne – die Wirtin von der Lahn) de Franz Antel
- 1966 : Je ne fais pas la guerre, je fais l'amour (Non faccio la guerra, faccio l'amore) de Franco Rossi
- 1966 : Scusi, lei è favorevole o contrario? de Alberto Sordi
- 1966 : Trois Cavaliers pour Fort Yuma (Per pochi dollari ancora) de Giorgio Ferroni
- 1967 : Adiós hombre (7 pistole per un massacro) de Mario Caiano
- 1967 : L’Étranger (Lo straniero) de Luchino Visconti
- 1967 : La Fille et le Général (La ragazza e il generale) de Pasquale Festa Campanile
- 1967 : L'Homme à la Ferrari (Il tigre) de Dino Risi
- 1967 : Le Déchaîné (Lo scatenato) de Franco Indovina
- 1967 : Poker d'as pour Django (Le due facce del dollaro) de Roberto Bianchi Montero
- 1967 : Qui êtes-vous inspecteur Chandler ? (Troppo per vivere... poco per morire) de Michele Lupo
- 1967 : Tom Dollar (it) de Marcello Ciorciolini
- 1967 : Mission T.S. (Matchless) de Alberto Lattuada : Le docteur
- 1968 : Oui à l'amour, non à la guerre (Frau Wirtin hat auch einen Grafen) de Franz Antel
- 1969 : L'Auberge des plaisirs (Frau Wirtin hat auch eine Nichte) de Franz Antel
- 1969 : Casanova, un adolescent à Venise (Infanzia, vocazione e prime esperienze di Giacomo Casanova, veneziano) de Luigi Comencini
- 1969 : Una storia d'amore (it) de Michele Lupo
- 1969 : Suzanne joue de la trompette (de) (Frau Wirtin bläst auch gern Trompete) de Franz Antel
- 1969 : Les petites chattes se mettent au vert (Liebe durch die Hintertür) de Franz Antel
- 1969 : Confessions d'un bigame (Warum hab’ ich bloß 2× ja gesagt?) de Franz Antel

#### Années 1970
- 1970 : Ma nièce est plus forte en amour (de) (Frau Wirtin treibt es jetzt noch toller) de Franz Antel
- 1970 : De l'ambiance dans la boîte (de) (Musik, Musik – da wackelt die Penne) de Franz Antel
- 1970 : L'Amour de gré ou de force (Per amore o per forza) de Massimo Franciosa
- 1971 : Tout se déchaîne au Wolfgangsee (Außer Rand und Band am Wolfgangsee) de Franz Antel
- 1971 : Les fameuses tantes attaquent (de) (Die tollen Tanten schlagen zu) de Franz Josef Gottlieb
- 1971 : Il y a toujours un fou (Einer spinnt immer) de Franz Antel
- 1971 : Homo eroticus de Marco Vicario
- 1972 : La Poursuite implacable (Revolver) de Sergio Sollima
- 1972 : SS Représailles (Rappresaglia) de George Pan Cosmatos
- 1972 : Viol en première page (Sbatti il mostro in prima pagina) de Marco Bellocchio
- 1973 : Canterbury interdit (Le mille e una notte all'italiana) de Carlo Infascelli
- 1973 : Rapt à l'italienne (Mordi e fuggi) de Dino Risi
- 1973 : Frau Wirtins tolle Töchterlein de Franz Antel
- 1973 : Das Wandern ist Herrn Müllers Lust (de) de Franz Antel
- 1973 : Il maschio ruspante d'Antonio Racioppi : le père de Rema
- 1973 : Les Durs (Uomini duri) de Duccio Tessari
- 1973 : Tous les chemins mènent à l'homme d'Yves Coste
- 1973 : La propriété, c'est plus le vol (La proprietà non è più un furto) de Elio Petri
- 1973 : Shaft contre les trafiquants d'hommes (Shaft in Africa) de John Guillermin
- 1974 : Les Deux Missionnaires (Porgi l'altra guancia) de Franco Rossi
- 1974 : L'erotomane de Marco Vicario
- 1974 : Chi ha rubato il tesoro dello scia? de Guido Leoni
- 1974 : Mondo candido de Gualtiero Jacopetti et Franco Prosperi
- 1975 : Moïse (Mosè) de Gianfranco De Bosio : le magicien
- 1975 : La Grande Bagarre (Il soldato di ventura) de Pasquale Festa Campanile
- 1975 : Pour pâques ou à la trinita (Il vangelo secondo Simone e Matteo) de Giuliano Carnimeo
- 1976 : Carioca tigre de Giuliano Carnimeo
- 1976 : E tanta paura de Paolo Cavara
- 1976 : Treize femmes pour Casanova (Casanova & Co.) de Franz Antel
- 1976 : Pour pâques ou à la trinita  (Il vangelo secondo Simone e Matteo) de Giuliano Carnimeo
- 1977 : Antonio Gramsci: i giorni del carcere de Lino Del Fra
- 1977 : Trois Suédoises en Haute-Bavière (de) (Drei Schwedinnen in Oberbayern) de Siggi Götz
- 1977 : Les Bonshommes (Pane, burro e marmellata) de Giorgio Capitani
- 1978 : L'Auberge des petites polissonnes (de) (Das Wirtshaus der sündigen Töchter) de Walter Boos (de)
- 1978 : Dans la chaleur des nuits d'été (de) (Summer Night Fever) de Siggi Götz
- 1978 : La Guerre des robots (La guerra dei robot) d'Alfonso Brescia
- 1978 : Himmel, Scheich und Wolkenbruch (de) de Dieter Böttger
- 1978 : Hurra, die Schwedinnen sind da (de) de Franz Josef Gottlieb
- 1979 : La Fac en délire (Austern mit Senf) de Franz Antel
- 1979 : Moto massacre (Speed Cross) de Stelvio Massi
- 1979 : Excès érotiques au Tyrol (de) (Zum Gasthof der spritzigen Mädchen) de Franz Marischka

#### Années 1980
- 1980 : Trois Tyroliens à Saint-Tropez (Drei Lederhosen in St. Tropez) de Franz Marischka
- 1980 : Je hais les blondes (Odio le bionde) de Giorgio Capitani
- 1981 : Le Marquis s'amuse (Il marchese del Grillo) de Mario Monicelli
- 1981 : La Salamandre de Peter Zinner
- 1982 : Ciao nemico d'Enzo Barboni
- 1982 : Die liebestollen Lederhosen (de) d'Ernst W. Kalinke
- 1982 : La Guerre du fer (La guerra del ferro) d'Umberto Lenzi
- 1982 : La Lune dans le caniveau de Jean-Jacques Beineix
- 1982 : Pappa e ciccia (it) de Neri Parenti
- 1983 : Happy week-end de Murray Jordan
- 1983 : Histoire du caporal de Jean Baronnet
- 1983 : Plem, Plem – Die Schule brennt (de) de Siggi Götz
- 1984 : Rive droite, rive gauche de Philippe Labro
- 1984 : Train d'enfer de Roger Hanin
- 1985 : Bonjour les vacances 2 (National Lampoon's European vacation) de Amy Heckerling
- 1986 : La partita de Carlo Vanzina
- 1986 : La Petite Voleuse de Claude Miller
- 1986 : Un père et passe de Sébastien Grall
- 1987 : Funny Boy de Christian Le Hémonet
- 1988 : Chouans ! de Philippe de Broca
- 1988 : Les Eaux printanières de Jerzy Skolimowski
- 1989 : Rébus (Rebus) de Massimo Guglielmi (it)

#### Années 1990
- 1990 : Ice-cream et châtiment de Christian Le Hémonet - court métrage -
- 1990 : La Montre, la Croix et la Manière de Ben Lewin
- 1990 : Un type bien de Laurent Bénégui
- 1992 : Justinien Trouvé ou le Bâtard de Dieu de Christian Fechner
- 1992 : Krapatchouk de Enrique Gabriel Lipschutz
- 1993 : Les Veufs de Max Fischer
- 1993 : Tout le monde n'a pas eu la chance d'avoir des parents communistes de Jean-Jacques Zilbermann
- 1994 : Au petit Marguery de Laurent Bénégui
- 1994 : Jefferson à Paris de James Ivory
- 1996 : Mireille et Barnabé aimeraient bien en avoir un ..., court métrage de Laurent Bénégui
- 1998 : Animals (Animals with the Toolkeeper) de Michael di Jiacomo
- 1998 : Le Créateur de Albert Dupontel
- 1999 : Jeanne d’Arc de Luc Besson

#### Années 2000
- 2002 : Sept ans de mariage de Didier Bourdon
- 2003 : Le Pharmacien de garde de Jean Veber
- 2003 : L'Incruste, fallait pas le laisser entrer ! de Alexandre Castagnetti et Corentin Julius
- 2004 : Il ne faut jurer de rien ! de Éric Civanyan
- 2006 : Une grande année de Ridley Scott
- 2006 : Madame Irma de Didier Bourdon et Yves Fajnberg
- 2008 : Hello Goodbye de Graham Guit
- 2009 : Welcome de Philippe Lioret
- 2009 : À l'origine de Xavier Giannoli

#### Années 2010
- 2010 : Des hommes et des dieux de Xavier Beauvois : Frère Amédée
- 2010 : Notre jour viendra de Romain Gavras
- 2011 : Monsieur papa de Kad Merad
- 2011 : Les Tribulations d'une caissière de Pierre Rambaldi
- 2012 : Les Adieux à la reine de Benoît Jacquot : le Marquis de Vaucouleurs
- 2012 : Paris-Manhattan de Sophie Lellouche : le vieux monsieur
- 2012 : Astérix et Obélix : Au service de sa Majesté de Laurent Tirard : Triple-Patte
- 2014 : Moi et Kaminski de Wolfgang Becker : Dominik Silva

### Télévision (sélection)
- 1962 : L'inspecteur Leclerc enquête de Claude Barma, épisode : La mort d'un fantôme
- 1972 : Les Aventures de Pinocchio (Le aventure di Pinocchio), de Luigi Comencini
- 1985 : Les Cinq Dernières Minutes : Histoire d'os de Jean-Jacques Goron
- 1986 : Opération Condor
- 1987 : La Tante de Frankenstein de Juraj Jakubisko
- 1988 : Le crépuscule des loups
- 1991 : Mortelle Amnésie (Shadows of the Past) de Gabriel Pelletier
- 1992 : Tous mes maris (téléfilm)
- 1991 : Les Ritals
- 1993 : Un cercueil pour deux
- 1994 : Anne ma sœur Anne (clip) de Louis Chedid réalisé par Didier Le Pêcheur
- 1995 : Les Cinq Dernières Minutes (2 épisodes)
- 1996 : Julie Lescaut, épisode 3 saison 5, La Fête des mères de Josée Dayan : Vigil Baptiste
- 1996 : Anne le Guen (2 épisodes)
- 1996 : La chasse aux Doryphores de Daniel Petitcuénot
- 2001 : Campagnes
- 2001 : Les alizés
- 2002 : Passage du bac
- 2002 : L'aube insolite
- 2002 : Qui mange quoi?
- 2004 : Juliette Lesage, medecine pour tous (1 épisode)
- 2005 : Une vie
- 2009 : Sœur Thérèse.com (1 épisode)
- 2010 : La Commanderie
- 2010 : Azad
- 2011 : Rituels meurtriers
- 2011 : Le choix d'Adèle
- 2014 : Rue des ravissantes (court-métrage)

### Doublage
- 1989 : La Petite Sirène (The Little Mermaid) de John Musker et Ron Clements : Grimsby (2e doublage) (1998) (film d'animation)
- 1991 : Le Petit Train bleu : François
- 2000 : La Petite Sirène 2 : Retour à l'océan : Grimsby (dialogues) (film d'animation)
- 2005 : Charlie et la Chocolaterie : Grand-Papa Joe (David Kelly)

## Théâtre
- 1954 : Voici le jour de Jean Lasserre, Théâtre de la Michodière
- 1958 : Don Juan d'Henry de Montherlant, mise en scène Georges Vitaly, Théâtre de l'Athénée
- 1959 : Tueur sans gages d’Eugène Ionesco, mise en scène José Quaglio, Théâtre Récamier
- 1959 : Soleil de minuit de Claude Spaak, mise en scène Daniel Leveugle, Théâtre du Vieux-Colombier
- 1961 : Rhinocéros d'Eugène Ionesco, mise en scène Jean-Louis Barrault, Théâtre des Célestins, tournée
- 1991 : Volpone de Jules Romains, mise en scène Robert Fortune, Théâtre de la Porte-Saint-Martin
- 1993 : La Mégère apprivoisée de William Shakespeare, mise en scène Jérôme Savary, Théâtre national de Chaillot, Théâtre de Nice
- 1995 : L'Importance d'être Constant d'Oscar Wilde, mise scène Jérôme Savary, Théâtre national de Chaillot
- 2000 : Becket ou l'Honneur de Dieu de Jean Anouilh, mise en scène Didier Long, Théâtre de Paris
- 2001 : Léonce et Léna de Georg Büchner, mise en scène André Engel, Odéon-Théâtre de l'Europe
- 2002 : Des souris et des hommes de John Steinbeck, mise en scène Philippe Ivancic et Jean-Philippe Evariste, Théâtre 13
- 2006 : Objet perdu de Daniel Keene, mise en scène Didier Bezace, Théâtre de la Commune
- 2006 : Rutabaga Swing de Didier Schwartz, mise en scène Philippe Ogouz, Théâtre 13, Petit Montparnasse, puis Comédie des Champs-Élysées et tournée
- 2011 : Des souris et des hommes d'après John Steinbeck, mise en scène de Jean-Philippe Évariste et Philippe Ivancic, Théâtre du Petit-Saint-Martin, à Paris
- 2013 : La Station Champbaudet d'Eugène Labiche, mise en scène Ladislas Chollat, Théâtre Marigny : Edmond Durozoir